# Coulonces (Orne)
Coulonces ist eine französische Gemeinde mit 212 Einwohnern (Stand: 1. Januar 2022) im Département Orne in der Region Normandie (vor 2016 Basse-Normandie). Sie gehört zum Arrondissement Argentan und ist Mitglied im Gemeindeverband Terres d’Argentan Interco. Die Einwohner werden Coulonçois und Coulonçoises genannt.

## Geografie

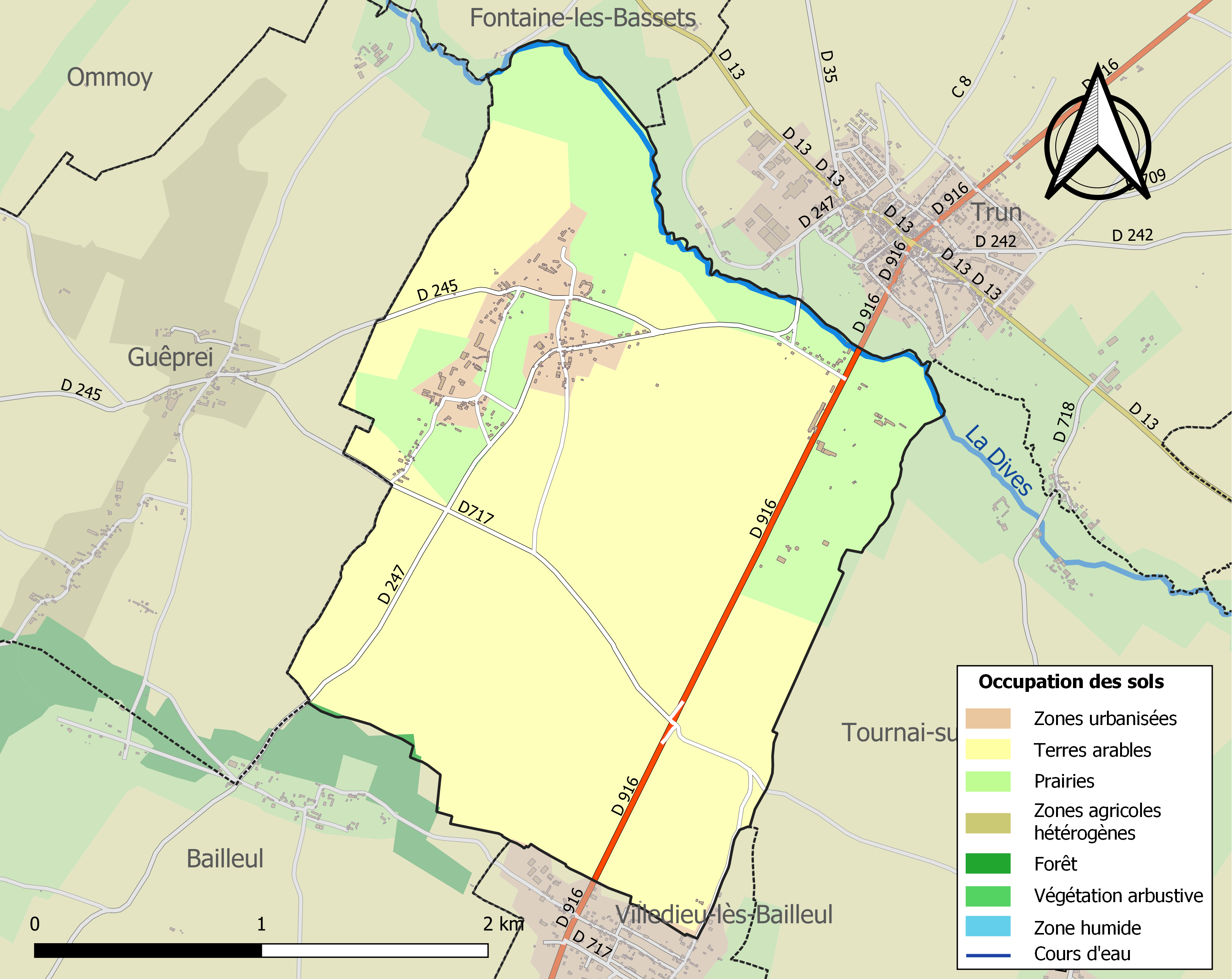
Bodennutzung, Hydrografie und Infrastruktur der Gemeinde (2018)

Coulonces liegt etwa 10 Kilometer nordnordöstlich von Argentan und etwa 45 Kilometer nordnordwestlich von Alençon in der Région naturelle Pays d’Auge. Die Dives begrenzt das Gemeindegebiet im Norden. Das Zentrum liegt auf einer Höhe von etwa 95 m. Das Relief des Gebiets steigt von Nord nach Süd an mit 75 m im äußersten Nordwesten und über 140 m im Südosten.
Rund 95 % der Fläche der Gemeinde werden landwirtschaftlich genutzt, rund 5 % entfallen auf bebaute Flächen (Stand: 2018).
Umgeben wird Coulonces von den Nachbargemeinden Fontaine-les-Bassets im Norden, Trun im Norden und Nordosten, Tournai-sur-Dive im Osten und Südosten, Villedieu-lès-Bailleul im Süden, Bailleul im Süden und Südwesten sowie Guêprei im Westen.

## Bevölkerungsentwicklung

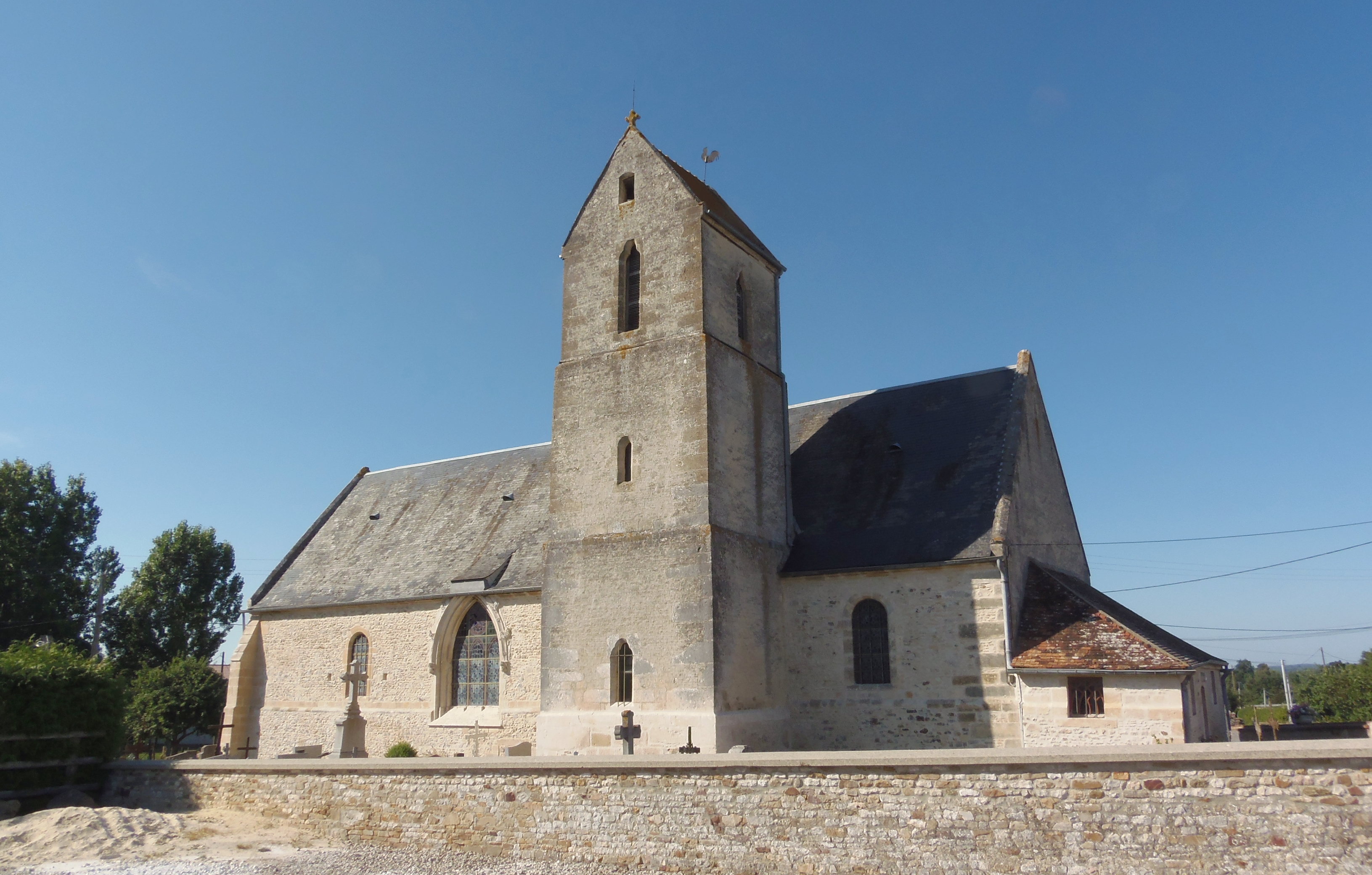
Kirche Saint-Paterne

| Coulonces: Einwohnerzahlen von 1793 bis 2020                                                                               | Coulonces: Einwohnerzahlen von 1793 bis 2020 | Coulonces: Einwohnerzahlen von 1793 bis 2020 | Coulonces: Einwohnerzahlen von 1793 bis 2020 | Coulonces: Einwohnerzahlen von 1793 bis 2020 |
| --- | -------------------------------------------- | -------------------------------------------- | -------------------------------------------- | -------------------------------------------- |
| Jahr |                                              |                                              |                                              | Einwohner                                    |
| 1793 | 1793                                         |                                              | 344                                          | 344                                          |
| 1800 | 1800                                         |                                              | 363                                          | 363                                          |
| 1806 | 1806                                         |                                              | 376                                          | 376                                          |
| 1821 | 1821                                         |                                              | 333                                          | 333                                          |
| 1836 | 1836                                         |                                              | 335                                          | 335                                          |
| 1841 | 1841                                         |                                              | 321                                          | 321                                          |
| 1846 | 1846                                         |                                              | 330                                          | 330                                          |
| 1851 | 1851                                         |                                              | 323                                          | 323                                          |
| 1856 | 1856                                         |                                              | 303                                          | 303                                          |
| 1861 | 1861                                         |                                              | 276                                          | 276                                          |
| 1866 | 1866                                         |                                              | 263                                          | 263                                          |
| 1872 | 1872                                         |                                              | 226                                          | 226                                          |
| 1876 | 1876                                         |                                              | 238                                          | 238                                          |
| 1881 | 1881                                         |                                              | 240                                          | 240                                          |
| 1886 | 1886                                         |                                              | 226                                          | 226                                          |
| 1891 | 1891                                         |                                              | 218                                          | 218                                          |
| 1896 | 1896                                         |                                              | 192                                          | 192                                          |
| 1901 | 1901                                         |                                              | 189                                          | 189                                          |
| 1906 | 1906                                         |                                              | 180                                          | 180                                          |
| 1911 | 1911                                         |                                              | 176                                          | 176                                          |
| 1921 | 1921                                         |                                              | 151                                          | 151                                          |
| 1926 | 1926                                         |                                              | 176                                          | 176                                          |
| 1931 | 1931                                         |                                              | 171                                          | 171                                          |
| 1936 | 1936                                         |                                              | 167                                          | 167                                          |
| 1946 | 1946                                         |                                              | 167                                          | 167                                          |
| 1954 | 1954                                         |                                              | 158                                          | 158                                          |
| 1962 | 1962                                         |                                              | 177                                          | 177                                          |
| 1968 | 1968                                         |                                              | 161                                          | 161                                          |
| 1975 | 1975                                         |                                              | 178                                          | 178                                          |
| 1982 | 1982                                         |                                              | 193                                          | 193                                          |
| 1990 | 1990                                         |                                              | 176                                          | 176                                          |
| 1999 | 1999                                         |                                              | 191                                          | 191                                          |
| 2006 | 2006                                         |                                              | 204                                          | 204                                          |
| 2013 | 2013                                         |                                              | 213                                          | 213                                          |
| 2020 | 2020                                         |                                              | 219                                          | 219                                          |
| Quelle(n): EHESS/Cassini bis 1999, INSEE ab 2006 Anmerkung(en): Ab 1962 offizielle Zahlen ohne Einwohner mit Zweitwohnsitz |                                              |                                              |                                              |                                              |

## Sehenswürdigkeiten
- Kirche Saint-Paterne aus dem 13., 15. und 16. Jahrhundert. Sie birgt zahlreiche Ausstattungsgegenstände, die in der Base Palissy gelistet sind.
- Ehemaliges Benediktinerpriorat im Weiler Jumièges, als Herrenhaus im 16. Jahrhundert errichtet
- Herrenhaus La Chapronière aus dem 17. Jahrhundert
- Schloss im Weiler Demi-Enfant aus dem 17. Jahrhundert, im 20. Jahrhundert umgestaltet
- Maison de journalier (deutsch Haus des Tagelöhners) im Weiler La Villette aus dem 18. Jahrhundert

## Verkehr
Die Departementsstraße, D 916, die ehemalige Route nationale 816 von Vimoutiers nach Couterne, durchquert das Gemeindegebiet von Nord nach Süd. Nachgeordnete Departementsstraßen und lokale Landstraßen verbinden das Zentrum mit den Weilern der Gemeinde und den Nachbargemeinden.

## Trivia
Im Juli 2024 verbietet Bürgermeister Daniel Marrière angesichts des wenig sommerlichen Wetters in diesem Jahr per nicht ganz ernst gemeinten Dekret weitere Niederschläge und verlangt stattdessen leichten Wind und strahlenden Sonnenschein.